# Дара Корній
Мирослава Іванівна Замойська, відома як Дара Корній (нар. 20 вересня 1970, с. Секунь Старовижівського району Волинської області) — українська письменниця прози та журналістка. Лауреатка третьої премії «Коронації слова» за роман «Гонихмарник» (2010). Лауреатка премії Кабінету міністрів України ім. Лесі Українки за книги «Чарівні істоти українського міфу» у 2021 році.

## Життєпис
Народилася в селі Секунь Старовижівського району Волинської області. Середню школу закінчила в селі Княже Львівської області.
Вищу освіту здобула у Львові. Закінчила журналістсько-редакторське відділення Українського поліграфічного інституту.
Працювала у Львівській національній академії мистецтв.
Мешкає у Львові. Одружена з Володимиром Чуловським. Виховує старшу доньку Дарину й молодшого сина Максима. Має внучку Дзвінку.
Захоплення: дохристиянська міфологія, праукраїнські вірування, етнографія, казки, народна музика, книги.

## Творчість
Корній — прізвище дідуся. Взяти псевдонім — було вимогою видавця, який сказав, що Мирослава Замойська звучить надто пафосно, а потрібно бути простішим, ближчим до людей.
Дара Корній писала спочатку для дитячої аудиторії, для журналів «Ангелятко», «Ангеляткова наука», та для підлітків (журнали «Крилаті», «Однокласник (журнал)»).
Натхненням для написання власних творів авторка називає свою дочку, яка читала закордонне фентезі, а Дара, що цікавиться українською міфологією, віруваннями та народними казками розуміла, що можна написати не менш захопливе фентезі засноване на нашому матеріалі.
Творчість Дари Корній вивчають у рамках української літератури, програма 6 класу.

### Романи

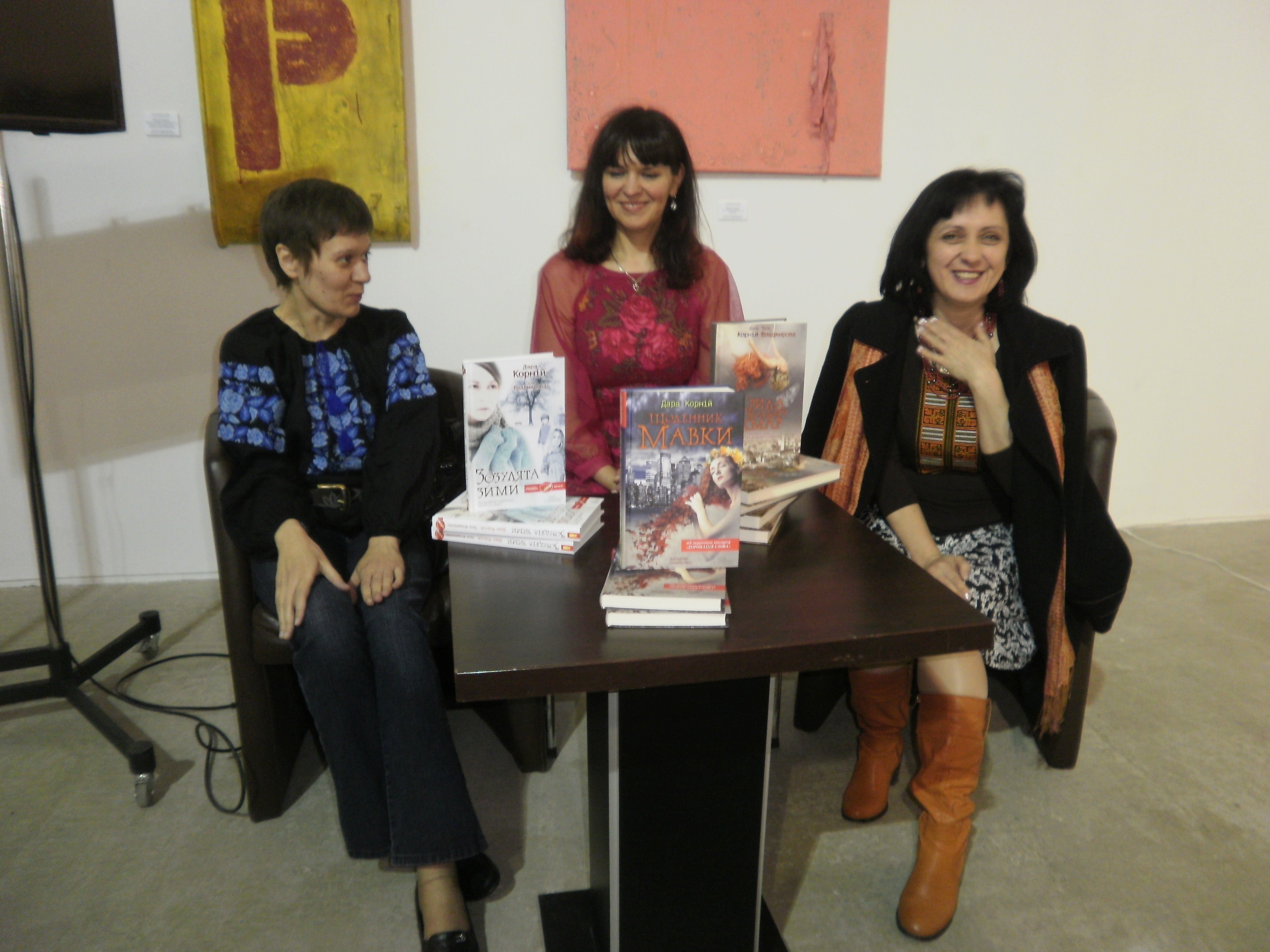
Представлення нових книг Дари Корній. Зліва направо: Тала Владмирова, Тетяна Белімова, Дара Корній (2015)

Перший її великий твір опублікувало видавництво Клуб сімейного дозвілля 2010 року. Це був роман «Гонихмарник», написаний в жанрі міського фентезі. Роман приніс авторці третю премію літературного конкурсу «Коронація слова» 2010 року в номінації «роман», удостоєний відзнаки «Дебют року» від видання «Друг читача» та став лауреатом премії асамблеї фантастики «ПОРТАЛ-2011» — «Відкриття себе» імені Володимира Савченка. Після публікації першого роману Дара Корній отримала неофіційне звання «української Стефені Маєр».
Другий великий твір письменниці «Тому, що ти є» — «Вибір видавців» у конкурсі «Коронація слова — 2011». Він теж написаний у жанрі міського фентезі.
Третій роман — «Зворотний бік світла» — це «Вибір видавців» у конкурсі «Коронація слова 2012». На «Форумі видавців — 2012» його активно купували на стенді «Коронація слова». Продовженням роману стали «Зворотній бік темряви», «Зворотній бік сутіні» та «Зворотній бік світів».
Роман «Зірка для тебе» у 2021 році увійшов в 100 кращих українських книг сучасності за версією сайту гренка.уа, жанр — Українські книги про кохання.

### Книги
- Гонихмарник: роман. — Харків: Клуб сімейного дозвілля (КСД), 2010. — 336 с.
- Тому, що ти є — Харків: Клуб сімейного дозвілля (КСД), 2012. — 240 с.
- Зворотний бік світла: роман. — Харків: Клуб сімейного дозвілля (КСД), 2012.  — 320 с.
- Зірка для тебе: роман. — Харків: Клуб сімейного дозвілля (КСД), 2013.  — 270 с.
- Зворотний бік темряви: роман. — Харків: Клуб сімейного дозвілля (КСД), 2013.  — 320 с.
- Зозулята зими: роман. (У співавторстві із Талою Владмировою). — Харків: Клуб сімейного дозвілля (КСД), 2014.  — 350 с.
- Щоденник мавки: роман. — Харків: Клуб сімейного дозвілля (КСД), 2014.  — 310 с.
- Крила кольору хмар: роман. (У співавторстві із Талою Владмировою). — Харків: Клуб сімейного дозвілля (КСД), 2015.  — 330 с.
- Зворотний бік сутіні: роман. — Харків: Клуб сімейного дозвілля (КСД), 2016.  — 290 с.
- Зворотний бік світів: роман. — Книжковий Клуб «Клуб Сімейного Дозвілля» Харків 2016.  — 290 с.
- Місячне насіння: збірка оповідань. — К: КМ-Букс, 2017. — 296 с.
- Чарівні істоти українського міфу Духи природи. — Х: Віват, 2017. — 320 с. [Архівовано 27 травня 2019 у Wayback Machine.]
- Сузір'я Дів. — Х.: Віват, 2018. — 288 с. [Архівовано 27 травня 2019 у Wayback Machine.]
- Місяцівна: роман — Харків: Віват, 2019.
- Чарівні істоти українського міфу. Домашні духи. — Х: Віват, 2019. — 352 с.
- Чарівні істоти українського міфу Духи-шкідники. — Х: Віват, 2020. — 336 с.
- Троян-зілля: роман. — Віват, 2021. — 304 с.
- Гонихмарниця: роман. — Ранок, 2024 — 368с.

### Книги для дітей
- Казки для слухняних малят: казки. — Український пріоритет, 2013.  — 32 с.
- Петрусь-химородник: роман. — Теза, 2015.  — 256 с.
- Особливий: — Література та мистецтво, 2020. — 40 с.
- Казка про двох братів та сестру: казка. — Апріорі, 2021. .
- Бузинова сопілка діда Всевіда: казка. — Апріорі, 2021. — 40 с.
- Пригоди Змія Багатоголового. Діти Сонцівни й молодильні яблука: роман. — Віват, 2021. — 240 с.
- Пригоди Змія Багатоголового. Білі перли для Білої Королеви: роман. — Віват, 2023. — 240 с.
- Вистрибеньки сонячних зайчиків: казки. — Видавництво: Маґура, 2024. — 80с.
- Пасіка Україна та інші казки з війни: казки. — Ранок, 2024. — 64с.

### Участь у колективних збірках
- 2015 — колективна збірка оповідань та новел «Львів. Кава. Любов» (КСД)
- 2016 — колективна збірка оповідань та новел «Львів. Смаколики. Різдво» (КСД)
- 2016 — колективна збірка оповідань «Калейдоскоп життя» із серії «П'ять зірок» (редакція Міли Іванцової)
- 2016 — колективна збірка оповідань "Залізниці-потяги-вокзали" із серії "Дорожні історії" (редакція Міли Іванцової)
- 2017 — колективна збірка оповідань та новел «Львів. Вишні. Дощі»
- 2018 — колективна збірка оповідань «Поруч з тобою» (КСД)
- 2024 — колективна збірка оповідань «Мотанка» (Vivat)

## Відзнаки
- III премія конкурсу Коронація слова 2010 у номінації «Романи» за роман «Гонихмарник»
- 2011, 2012 — Літературний конкурс «Коронація слова» — номінація «Романи», спеціальна відзнака «Вибір видавців».
- 2016 — Золота письменниця України.